# Machnatka
Machnatka – wieś sołeckaw Polsce położona w województwie mazowieckim, w powiecie grójeckim, w gminie Błędów.
| SIMC    | Nazwa             | Rodzaj    |
| ------- | ----------------- | --------- |
| 0615049 | Pieńki Machnackie | część wsi |

W latach 1975–1998 miejscowość administracyjnie należała do województwa radomskiego.
Znajduje się tutaj dwór z przełomu XVIII i XIX wieku.